# 第十二届全国人民代表大会常务委员会
第十二届全国人民代表大会常务委员会（简称第十二届全国人大常委会）始有组成人员166人，其中委员长会议成员14人（委员长张德江、副委员长12人、秘书长由副委员长王晨兼任）、委员152人，任期由2013年3月至2018年3月。

## 组成人员

### 委员长会议成员
- 委员长：张德江[1]
- 副委员长：

第十二届全国人民代表大会常务委员会副委员长共13人（其中非中共党员5人），按第十二届全国人大第一次会议选举产生的名单顺序：
1. 李建国（连任）中共第十八届中央政治局委员，中华全国总工会主席
2. 王胜俊 原最高人民法院院长
3. 陈昌智 （连任）中国民主建国会中央主席
4. 严隽琪（女，连任） 中国民主促进会中央主席，中央社会主义学院院长，中国人民争取和平与裁军协会副会长
5. 王晨 （兼全国人大常委会秘书长）
6. 沈跃跃（女）中华全国妇女联合会主席，原中共中央组织部常务副部长
7. 吉炳轩 原黑龙江省委书记、省人大常委会主任
8. 张平 原国家发展和改革委员会主任
9. 向巴平措（藏族）原西藏自治区人大常委会主任
10. 艾力更·依明巴海（维吾尔族）原新疆维吾尔自治区人大常委会主任
11. 万鄂湘 中国国民党革命委员会中央主席
12. 张宝文 中国民主同盟中央主席，中国农学会会长
13. 陈竺 中国农工民主党中央主席，中国科学院院士

- 秘书长：王晨（副委员长兼）[1]

### 委员
按姓名笔划为序：丁仲礼、卫留成、马志武（回族）、马馼（女）、马瑞文（回族）、王乃坤（女）、王万宾、王尔乘、王刚、王庆喜、王佐书、王陇德、王其江、王国生、王明雯（女，彝族）、王胜明、王晓、王喜斌、王毅、云峰（蒙古族）、车光铁（朝鲜族）、乌日图（蒙古族）、方新（女）、尹中卿、邓力平、邓秀新、邓昌友、艾斯海提·克里木拜（哈萨克族）、石宗源（回族）、龙庄伟（苗族）、龙超云（女，侗族）、史莲喜（女）、白玛赤林（藏族）、白志健、白恩培、丛斌、令狐安、冯长根、冯淑萍（女）、吕祖善、吕薇（女）、朱发忠、朱静芝（女）、乔晓阳、任茂东、刘政奎、刘振伟、刘振来（回族）、刘振起、刘新成、刘德培、闫小培（女）、许为钢、许振超、孙大发、孙志军、孙宝树、买买提明·牙生（维吾尔族）、严以新、苏泽林、苏晓云（土家族）、苏辉（女）、杜黎明、李飞、李世明、李屹、李安东、李连宁、李玲蔚（女）、李适时、李盛霖、李景田（满族）、李智勇、李路、李慎明、杨卫、杨邦杰、杨震、吴恒、吴晓灵（女）、何晔晖（女）、汪毅夫、沈春耀、迟万春、张云川、张少琴、张平（民盟）、张兴凯、张鸣起、张健、张涛、张继禹、陆浩、陈凤翔、陈吉宁、陈光国、陈秀榕（女）、陈述涛（满族）、陈国令、陈建国、陈喜庆、陈斯喜、陈蔚文、陈豪、姒健敏、范徐丽泰（女）、欧阳淞、卓新平（土家族）、罗亮权（苗族）、罗清泉、周天鸿、周其凤、庞丽娟（女）、郑功成、郎胜、赵少华（女，满族）、赵白鸽（女）、赵胜轩、赵德明（瑶族）、郝如玉、柳斌杰、修福金、信春鹰（女）、侯义斌、洪毅、姚建年、姚胜、贺一诚、秦顺全、袁驷、莫文秀（女）、徐显明、郭凤莲（女）、郭雷、唐世礼（女，布依族）、黄小晶、黄华华、黄伯云、黄润秋、黄献中、曹卫洲、龚建明、盛光祖、符跃兰（女，黎族）、章沁生、梁胜利（壮族）、彭森、董中原、蒋巨峰、蒋庄德、韩晓武、辜胜阻、傅莹（女，蒙古族）、温孚江、谢小军、谢旭人、窦树华、嘉木样·洛桑久美·图丹却吉尼玛（藏族）、蔡昉、廖晓军、穆东升（回族）

### 其他工作人员

#### 副秘书长
（除注明外，均由2013年3月19日第十二届全国人民代表大会常务委员会第一次会议通过任命）
1. 王万宾（2015年7月1日第十二届全国人民代表大会常务委员会第十五次会议免去职务）
2. 信春鹰（2015年7月1日第十二届全国人民代表大会常务委员会第十五次会议任命）
3. 李飞
4. 张少琴（2014年2月27日第十二届全国人民代表大会常务委员会第七次会议免去职务）
5. 曹卫洲（2015年7月1日第十二届全国人民代表大会常务委员会第十五次会议免去职务）
6. 李连宁（2015年7月1日第十二届全国人民代表大会常务委员会第十五次会议免去职务）
7. 何晔晖（2015年7月1日第十二届全国人民代表大会常务委员会第十五次会议免去职务）
8. 沈春耀（2017年4月27日第十二届全国人民代表大会常务委员会第二十七次会议免去职务）
9. 韩晓武
10. 刘水生（2016年2月26日第十二届全国人民代表大会常务委员会第十九次会议免去职务）
11. 郭雷（2014年2月27日第十二届全国人民代表大会常务委员会第七次会议任命）
12. 窦树华（2015年7月1日第十二届全国人民代表大会常务委员会第十五次会议任命）
13. 陈国民（2015年7月1日第十二届全国人民代表大会常务委员会第十五次会议任命）
14. 古小玉（2015年7月1日第十二届全国人民代表大会常务委员会第十五次会议任命）
15. 郭振华（2017年9月1日第十二届全国人民代表大会常务委员会第二十九次会议任命）[9]

## 历次全体会议

### 第六次会议
2013年12月28日第十二届全国人民代表大会常务委员会第六次会议通过《全国人民代表大会常务委员会关于废止有关劳动教养法律规定的决定》，“对正在被依法执行劳动教养的人员，解除劳动教养，剩余期限不再执行”。

### 第十一次会议
- 2014年11月1日，第十二届全国人民代表大会常务委员会第十一次会议通过《全国人民代表大会常务委员会关于设立国家宪法日的决定》，“将12月4日设立为国家宪法日。国家通过多种形式开展宪法宣传教育活动。”
- 《中華人民共和國反間諜法》已由中華人民共和國第十二屆全國人民代表大會常務委員會第十一次會議於2014年11月1日通過，現予公布，自公布之日起施行。

### 第十五次会议
2015年7月1日暨中共建党94周年之际，第十二届全国人民代表大会常务委员会第十五次会议通过新的内容非常广泛的《中华人民共和国国家安全法》，有些专家学者认为这是中共进一步限制和控制中国社会、维护强化党国体制的恶法。

### 第十六次会议
第十二届全国人大常委会第十六次会议（2015年8月24日至8月29日，北京人民大会堂）日程
2015年8月29日下午，张德江委员长主持闭幕会，常委会组成人员应到169人，出席159人，出席人数符合法定人数。
1. 会议以153票赞成、2票反对、4票弃权[11]，表决通过了《中华人民共和国刑法修正案（九）》（同日由第三十号主席令公布，自2015年10月1日起施行）。
2. 会议以150票赞成、4票反对、5票弃权[11]，表决通过了修订后的《中华人民共和国大气污染防治法》（同日由第三十一号主席令公布，自2016年1月1日起施行）。
3. 会议以156票赞成、2票反对、1票弃权[11]，表决通过了《全国人民代表大会常务委员会关于修改〈中华人民共和国促进科技成果转化法〉的决定》（同日由第三十二号主席令公布，自2015年10月1日起施行。）。
4. 会议以154票赞成、2票反对、3票弃权[11]，表决通过了《全国人民代表大会常务委员会关于修改〈中华人民共和国地方各级人民代表大会和地方各级人民政府组织法〉、〈中华人民共和国全国人民代表大会和地方各级人民代表大会选举法〉、〈中华人民共和国全国人民代表大会和地方各级人民代表大会代表法〉的决定》（同日由第三十三号主席令公布，自公布之日起施行）。
5. 会议表决通过了《全国人民代表大会常务委员会关于修改〈中华人民共和国商业银行法〉的决定》（同日由第三十三号主席令公布，自2015年10月1日起施行）。
6. 会议以152票赞成、2票反对、5票弃权[11]，表决通过了通过了《全国人大常委会关于特赦部分服刑罪犯的决定》。
7. 会议分别表决通过了全国人大常委会关于批准《2006年海事劳工公约》、《中华人民共和国和大不列颠及北爱尔兰联合王国关于刑事司法协助的条约》、《中华人民共和国和比利时王国关于刑事司法协助的条约》、《设立东盟与中日韩宏观经济研究办公室协议》的决定。
8. 会议表决通过了全国人大常委会关于批准《国务院关于提请审议批准2015年地方政府债务限额的议案》的决议。
9. 会议表决通过了全国人大常委会代表资格审查委员会关于个别代表的代表资格的报告。
10. 会议经表决任命田修思为全国人大外事委员会副主任委员；经表决免去奚晓明最高人民法院副院长、审判委员会委员、审判员职务。

### 第十七次会议
2015年10月30日至11月4日，第十二届全国人大常委会第十七次会议在北京人民大会堂闭召开。常委会组成人员154人出席会议。
1. 会议表决通过了新修订的《中华人民共和国种子法》，国家主席习近平签署第35号主席令予以公布。张德江委员长主持会议。
2. 会议表决通过了全国人大常委会关于授权国务院在部分地方开展药品上市许可持有人制度试点和有关问题的决定[13]，关于批准《亚洲基础设施投资银行协定》的决定[14]。
3. 会议表决通过了全国人大内务司法委员会、财政经济委员会、农业与农村委员会关于第十二届全国人民代表大会第三次会议主席团交付审议的代表提出的议案审议结果的报告。
4. 会议表决通过了全国人大常委会代表资格审查委员会关于个别代表的代表资格的报告。
5. 会议表决通过了全国人大常委会关于接受崇泉辞去全国人大外事委员会委员职务的请求的决定[15]。

### 第十八次会议
2015年12月21日至27日，第十二届全国人大常委会第十八次会议在北京人民大会堂召开。常委会组成人员159人出席会议。
1. 会议表决通过了《中华人民共和国反恐怖主义法》、《中华人民共和国反家庭暴力法》、《中华人民共和国国家勋章和国家荣誉称号法》[16]，表决通过了《全国人大常委会关于修改教育法的决定》、《关于修改高等教育法的决定》、《关于修改〈人口与计划生育法〉的决定》，国家主席习近平分别签署第36号、37号、38号、39号、40号、41号主席令予以公布[17]。
2. 会议表决通过了《全国人大常委会关于提请审议慈善法草案》的议案。委员长会议委托李建国副委员长代表常委会向十二届全国人大四次会议作说明。
3. 会议分别表决通过了《全国人大常委会关于授权国务院在北京市大兴区等232个试点县（市、区）、天津市蓟县等59个试点县（市、区）行政区域分别暂时调整实施有关法律规定的决定》，《关于授权国务院在实施股票发行注册制改革中调整适用证券法有关规定的决定》（即注册制改革），《关于授权国务院在广东省暂时调整部分法律规定的行政审批试行期届满后有关问题的决定》。
4. 会议表决通过了《全国人大常委会关于召开第十二届全国人民代表大会第四次会议的决定》。根据决定，十二届全国人大四次会议于2016年3月5日在北京召开。
5. 会议分别表决通过了《全国人大常委会关于批准中国和伊朗关于移管被判刑人的条约的决定》、《中国和白俄罗斯友好合作条约的决定》。
6. 会议表决通过了全国人大常委会代表资格审查委员会关于个别代表的代表资格的报告。根据会后发表的公告，现有全国人大代表2934人。
7. 会议经表决，任命李学勇为十二届全国人大财政经济委员会副主任委员。
8. 会议经表决，免去黄尔梅的最高人民法院副院长、审判委员会委员、审判员职务，任命张述元为最高人民法院副院长、审判委员会委员、审判员。

### 第十九次会议
2016年2月24日至2月26日，十二届全国人大常委会第十九次会议在北京人民大会堂举行，张德江委员长主持会议。常委会组成人员164人出席会议。
1. 会议表决通过了《中华人民共和国深海海底区域资源勘探开发法》。国家主席习近平签署第42号《主席令》予以公布[19]。
2. 会议原则通过了《全国人大常委会工作报告稿》，并委托张德江委员长代表全国人大常委会向十二届全国人大四次会议作工作报告。
3. 会议表决通过了《十二届全国人大四次会议议程草案》，决定提请十二届全国人大四次会议预备会议审议；通过了十二届全国人大四次会议主席团和秘书长名单草案，决定提请十二届全国人大四次会议预备会议审议；通过了十二届全国人大四次会议列席人员名单[20]。
4. 会议经表决，免去刘水生的全国人大常委会副秘书长职务，任命刘源为全国人大财政经济委员会副主任委员，免去郎胜、阚珂的全国人大常委会法制工作委员会副主任职务，任命王超英、张勇、许安标为全国人大常委会法制工作委员会副主任，免去姚胜、苏军的全国人大常委会预算工作委员会副主任职务，任命刘伟、朱明春为全国人大常委会预算工作委员会副主任。
5. 会议表决通过了全国人大常委会关于接受黄润秋辞去全国人大常委会委员职务的请求的决定，关于接受张崇和辞去全国人大内务司法委员会委员职务的请求的决定[6]。

### 第二十次会议
《中華人民共和國境外非政府組織境內活動管理法》已由中華人民共和國第十二屆全國人民代表大會常務委員會第二十次會議於2016年4月28日通過，現予公布，自2017年1月1日起施行。

### 第二十三次会议
2016年9月13日，为查处辽宁拉票贿选案而临时召集第十二届全国人大常委会第二十三次会议，表决通过了关于辽宁省人大选举产生的部分十二届全国人大代表当选无效的报告，确定45名全国人大代表因拉票贿选当选无效（名单见代表变动情况）。会议表决通过了全国人大常委会关于成立辽宁省十二届人大七次会议筹备组的决定：
1. 成立辽宁省第十二届人民代表大会第七次会议筹备组，负责筹备辽宁省第十二届人民代表大会第七次会议的相关事宜。
2. 筹备组负责下列事项：

（一）对辽宁省第十二届人民代表大会代表资格终止的情况予以备案、公告；（二）对补选产生的辽宁省第十二届人民代表大会代表，根据代表资格审查委员会的报告，确认代表的资格或者确定代表的当选无效，并公布补选的代表名单；（三）召集辽宁省第十二届人民代表大会第七次会议；（四）需要由筹备组负责的其他事项。
1. 筹备组下设代表资格审查委员会。

代表资格审查委员会负责下列事项：（一）向筹备组报告辽宁省第十二届人民代表大会代表资格终止的情况；（二）对补选产生的辽宁省第十二届人民代表大会代表是否符合宪法、法律规定的代表的基本条件，补选是否符合法律规定的程序，以及是否存在破坏选举和其他当选无效的违法行为进行审查，提出代表当选是否有效的意见，向筹备组报告。

### 第二十四次会议
《中華人民共和國網絡安全法》已由中華人民共和國第十二屆全國人民代表大會常務委員會第二十四次會議於2016年11月7日通過，現予公布，自2017年6月1日起施行。